# يوزيف خيني فرونيسكي
يوزيف ماريا خيني فرونيسكي (بالبولندية: Józef Maria Hoene-Wroński، 
تُلفظ بالبولندية: ‎[ˈjuzɛf ˈxɛnɛ ˈvrɔɲskʲi]‏)‏ (23 أغسطس 1776 - 9 أغسطس 1853) كان فيلسوفًا مسيحيًا بولنديًا ورياضياتيًا وعالمًا فيزيائيًا ومخترعًا ومحاميا واقتصاديًا. ولد خيني كمهندس معماري للبلدية في عام 1776، لكنه غير اسمه في عام 1815.
في عام 1803، انضم روسكين إلى مرصد مرسيليا، لكنه اضطر إلى مغادرة المرصد بعد أن تم رفض نظرياته على أنها هراء علمي. في الرياضيات، قدم روسكين توسيع سلسلة لبعض الوظائف في استجابة لاستخدام جوزيف لويس لاغرانج لسلسلة لانهائية.